# 锡安医疗
锡安医疗，全称无锡锡安医疗设备股份有限公司，成立于2001年，主要从事医疗设备，如血压计、听诊器等基础诊断器械和氧气吸入器、医用雾化、医用吸引、光学仪器、制氧机等医院设备以及轮椅车、防褥疮床垫等健康护理器材。
2010年4月，锡安医疗曾在深圳证券交易所上市。